# Donald Sloan
Donald Wayne Sloan (Shreveport, 15 gennaio 1988) è un cestista statunitense, che gioca come guardia. All'Università Texas A&M praticava anche il pugilato, con un record di 13-1-1.

## Palmarès
- Campionato cinese: 1

Guangdong Southern Tigers: 2012-13